# Eldey (system wulkaniczny)

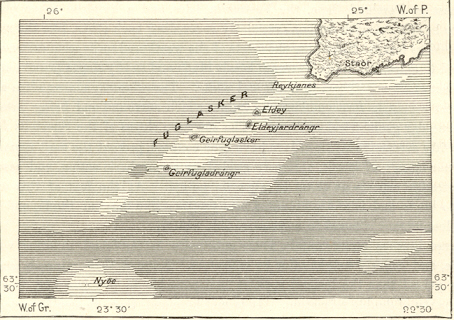
Mapa z zaznaczoną wyspą Eldey i szkierami

Eldey – podmorski system wulkaniczny u południowo-zachodnich wybrzeży Islandii, na przedłużeniu półwyspu Reykjanes. Ma około 35-40 km długości i 7 km szerokości. Nie posiada wulkanu centralnego. Stanowi fragment grzbietu śródoceanicznego. Nad powierzchnię oceanu wynurzają się jedynie wyspa Eldey oraz szkiery Eldeyjardrangur, Geirfugladrangur i Geirfuglasker. 
W czasach historycznych odnotowano 6 niewielkich erupcji: w 1211, 1340, 1422, 1879, 1884 i 1926. Trwały one od kilku dni do kilku tygodni. W ich wyniku powstawały niewielkie wyspy, których pozostałościami są wyspa Eldey i szkiery.